# Tillandsia kauffmannii
Tillandsia kauffmannii là một loài thực vật có hoa trong họ Bromeliaceae. Loài này được Ehlers ex Rauh & E.Gross miêu tả khoa học đầu tiên năm 1990.